# Рамю, Франк
Франк Рамю (фр. Franck Ramus; род. 1972) — французский учёный, исследователь в области лингвистики и психолингвистики. Изучает усвоение языка, развитие языковых навыков и социального познания у детей и возможные нарушения, связанные с этим, такие как дислексия, специфическое расстройство речи и аутизм.

## Биография
В 1992 году окончил Политехническую школу в Париже, в 1996 году получил степень магистра в Высшей школе социальных наук, в 1999 году там же защитил докторскую диссертацию.
Директор исследований в Национальном центре научных исследований (CNRS) при Высшей нормальной школе в Париже.

## Научная работа
Рамю — одна из ключевых фигур, связанных с исследованием ритма языка. Его исследования, проведённые в 1999 году совместно с Мариной Неспор и Жаком Мелером, подтвердили, что языки действительно могут принадлежать к разным ритмическим классам. В основе этого исследования лежало предположение, что, если новорождённые дети способны различать языки разных ритмических классов несмотря на отсутствие каких-либо лингвистических знаний, то возможно они воспринимают речь как последовательность гласных и их сочетаний, чередующихся с шумами (согласными). Поэтому были предложены новые параметры оценки ритма — пропорция вокалических интервалов и вариативность консонантических интервалов. Такой подход подтвердил существование ритмических классов.